# Ismael Cortéz
Sebastián Ismael Cortéz Díaz (Mendoza, Argentina; 26 de junio de 2000) es un futbolista argentino. Juega de defensa lateral y su equipo actual es Gimnasia y Esgrima de Mendoza de la Primera Nacional de Argentina.

## Trayectoria
Surgido de las inferiores de Godoy Cruz, donde llegó a jugar en Reserva, en 2020 pasó a Gimnasia y Esgrima de Mendoza de la mano de Diego Pozo, donde en 2022 fue promovido al primer equipo del Lobo mendocino, logrando afianzarse rápidamente en el equipo titular de la Primera Nacional. Tras media temporada, el 1 de julio fue cedido a Rosario Central de la Primera División de Argentina. Debutó en Central, y en primera, el 9 de julio ante Sarmiento.

## Estadísticas
| Club                      | Div.          | Temporada     | Liga  | Liga  | Liga   | Copas nacionales | Copas nacionales | Copas nacionales | Copas internacionales | Copas internacionales | Copas internacionales | Total | Total | Total  |
| Club                      | Div.          | Temporada     | Part. | Goles | Asist. | Part.            | Goles            | Asist.           | Part.                 | Goles                 | Asist.                | Part. | Goles | Asist. |
| ------------------------- | ------------- | ------------- | ----- | ----- | ------ | ---------------- | ---------------- | ---------------- | --------------------- | --------------------- | --------------------- | ----- | ----- | ------ |
| Gimnasia (M) Argentina    | 2.ª           | 2022          | 13    | 0     | 1      | —                | —                | —                | —                     | —                     | —                     | 13    | 0     | 1      |
| Gimnasia (M) Argentina    | 2.ª           | 2024          | 23    | 0     | 2      | 0                | 0                | 0                | —                     | —                     | —                     | 23    | 0     | 2      |
| Gimnasia (M) Argentina    | Total club    | Total club    | 36    | 0     | 3      | 0                | 0                | 0                | 0                     | 0                     | 0                     | 36    | 0     | 3      |
| Rosario Central Argentina | 1.ª           | 2022          | 12    | 0     | 0      | —                | —                | —                | —                     | —                     | —                     | 12    | 0     | 0      |
| Rosario Central Argentina | 1.ª           | 2023          | 11    | 0     | 0      | 5                | 1                | 0                | —                     | —                     | —                     | 16    | 1     | 0      |
| Rosario Central Argentina | Total club    | Total club    | 23    | 0     | 0      | 5                | 1                | 0                | 0                     | 0                     | 0                     | 28    | 1     | 0      |
| Total carrera             | Total carrera | Total carrera | 59    | 0     | 3      | 5                | 1                | 0                | 0                     | 0                     | 0                     | 64    | 1     | 3      |
| 1.                        |               |               |       |       |        |                  |                  |                  |                       |                       |                       |       |       |        |

## Palmarés

### Títulos nacionales
| Título                      | Club            | País      | Año  |
| --------------------------- | --------------- | --------- | ---- |
| Copa de la Liga Profesional | Rosario Central | Argentina | 2023 |